# Kutjevo
Kutjevo – miasto w Chorwacji, w żupanii pożedzko-slawońskiej, siedziba miasta Kutjevo. W 2011 roku liczyło 2440 mieszkańców.